# Freie Welt (Zeitschrift)
Die FREIE WELT war eine deutsche Zeitschrift und erschien im Berliner Verlag. Sie galt als Auslandsillustrierte der DDR. Vorrangig berichtete sie über Politik, Wirtschaft, Kultur, Wissenschaft, Sport und Alltagsleben in der Sowjetunion, der DDR und den anderen sozialistischen Ländern, ergänzt durch Berichte aus jungen Nationalstaaten, die dem Sozialismus nahestanden, seit Mitte der 1980er Jahre gelegentlich auch aus dem kapitalistischen Ausland.
Die Zeitschrift hatte ein ständiges Auslandsbüro in Moskau, Korrespondenten informierten aus Prag, Budapest und Warschau. Sie wurde von der Gesellschaft für Deutsch-Sowjetische-Freundschaft herausgegeben und unterstand, wie andere Presseorgane der DDR auch, der Abteilung Agitation des Zentralkomitees der SED. Als Pressefotografen waren u. a. Herbert Hensky und Helfried Strauß für die Zeitschrift tätig.
FREIE WELT prägten Reportagen über Land und Leute, Porträts und Memoiren von Persönlichkeiten der Zeit und der Zeitgeschichte, Auszüge aus Neuerscheinungen der Literatur der Gegenwart, mehrteilige Dokumentationen zu runden Jahrestagen bedeutender historischer Ereignisse (z. B. die Oktoberrevolution 1917 oder die Befreiung vom Faschismus 1945), von Experten geleitete Lehrgänge (z. B. Gedächtnistraining, Yoga oder Esperanto) sowie Exklusivberichte zur sowjetischen Raumfahrt. Großes Echo bei den Lesern löste die Vorstellung verschiedener Völkerschaften der Sowjetunion in Geschichte und Gegenwart aus (z. B. Tschuktschen, Adygejer oder Tuwiner). Unkonventionelle Reisereportagen, populäre Comics („Hase und Wolf“) und Humorseiten mit internationalen Cartoons ergänzten das Profil der Zeitschrift.
Nachdem im Herbst 1988 die deutsche Ausgabe vom sowjetischen Digest „Sputnik“ verboten wurde, sollte auf Anweisung der SED-Führung die Zeitschrift eingestellt werden – „wegen Papiermangels“, in Wirklichkeit, weil es ein Zuviel an Transparenz und Perestroika gab. Dieser Vorgang blieb der Öffentlichkeit weitgehend verborgen, da FREIE WELT nach Protesten – auch aus Moskau – weiter erscheinen konnte.
Gegründet wurde die Zeitschrift 1954, Vorgänger war die „Neue Gesellschaft“, sie erschien wöchentlich mit einer Durchschnittsauflage von 350.000 Exemplaren, seit 1978 vierzehntäglich in erweitertem Umfang. 1990 wurde der gesamte Berliner Verlag von Maxwell Communications und Gruner und Jahr übernommen. Ab Sommer 1990 bis zu ihrer Einstellung im März 1991 war FREIE WELT ein Reisejournal.
Der DEFA-Film Liebe Nina... (1990) von Thomas Kuschel porträtiert die bei FREIE WELT tätige Fotoreporterin Nina R., die Tochter der TiP-Intendantin Vera Oelschlegel, die bei gewaltsamen Zusammenstößen zwischen Demonstranten und Polizei am 7. Oktober 1989 in der DDR verletzt wird.
Der Zeitschrift wurde 1973 der Orden „Banner der Arbeit“ und 1984 der „Stern der Völkerfreundschaft“ in Gold zuerkannt.

## Chefredakteure
| Zeitraum  | Name                |
| --------- | ------------------- |
| 1954–1957 | Friedrich Heilmann  |
| 1957–1967 | Karl-Heinz Wegner   |
| 1967–1971 | Sepp Horlamus       |
| 1971–1987 | Joachim Umann       |
| 1987–1990 | Barbara Schablinski |
| 1990      | Günther Wolfram     |